# Ґао Ці
Ґао Ці (кит.: 高啟, 1336 —1374) — китайський поет та історик часів династій Юань та Мін.

## Життєпис
Народився 1336 року у м. Сучжоу. За династії Юань не служив. Оселився в містечку Цинцю (Зелений пагорб) на річці Усунцзян і прийняв прозвання Ґао Цінцю-Цзи — Ґао з Зеленого пагорба.
Входив до числа «Десяти друзів Північної стіни» — молодих поетів, які жили неподалік від північної міської стіни Сучжоу. Разом з Чжан Юем, Сюй Бенєм і Ян Цзи належав до «чотирьох видатних з У».
Після проголошення у 1368 році нової династії Мін був викликаний до столиці Нанкін для участі в складанні «Історії Юань», став членом академії Ханлінь. Тут дослужився до придворного звання шилана. Деякий час займав посаду заступника міністра фінансів. У 1373 році вийшов у відставку, отримавши в нагороду від імператора парадне одіяння. Оселився на самоті, писав вірші. Незабаром був звинувачений у причетності до антиурядової змови видного сановника Вей Гуаня, був викликаний до столиці і страчений у 1374 році.

## Творчість
Вважається одним з найкращим поетом початкового періоду Мін. Вони відзначалися емоційністю, внутрішньою енергією. Головними темами були природа, сільське життя, іноді у своїх віршах Ґао Ці звертався до тогочасних подій. З його доробку зберіглося вкрай мало творів.